# Marie-Noël Colette
Pour les articles homonymes, voir Colette (homonymie).
Marie-Noël Colette est une musicologue française née le 8 janvier 1939 à Cysoing.

## Biographie
Marie-Noël Colette naît à Cysoing (Nord), près de Lille, le 8 janvier 1939. Elle étudie à la Sorbonne, où elle obtient une licence de philosophie en 1966 avant d'étudier la paléographie musicale avec J. Vezin, Solange Corbin et Michel Huglo. En 1967, elle est nommée chargée de cours à l'École pratique des hautes études pour les séminaires musicologiques de Corbin, entre 1967 et 1973, puis de François Lesure, à partir de 1973.
En 1974, Marie-Noël Colette soutient sa thèse Le Processional de St-Hilaire-le-Grand à Poitiers (XVIe siècle), sous la direction de Solange Corbin. La même année, elle fonde l'ensemble de musique médiévale Venance Fortunat avec Anne-Marie Deschamps.
À partir de 1988, elle enseigne la paléographie musicale au Conservatoire de Lyon, et devient en 1990 maître de conférences du séminaire de paléographie musicale médiévale de l'École pratique des hautes études.
En parallèle de ses travaux sur la paléographie, elle entreprend des recherches sur l'interprétation, avec notamment les chanteurs Dominique Vellard, de l'Ensemble Gilles Binchois, et Brigitte Lesne, de l'Ensemble Discantus, ainsi qu'avec le Centre de musique médiévale de Paris.
Entre 1988 et 1991, Marie-Noël Colette est première secrétaire de la Société française de musicologie, dont elle devient présidente entre 1991 et 1995.
Comme chercheuse, ses publications portent sur la paléographie musicale et sur les questions de composition et de tradition orale et écrite de la musique médiévale. Elle est directrice d'études honoraire à l'École pratique des hautes études,.

## Publications
Parmi les écrits de Marie-Noël Colette, figurent notamment :
- « Le Processional de St-Hilaire-le-Grand à Poitiers (xvie siècle) », Bulletin de la Société des Antiquaires de l’Ouest et des Musées de Poitiers, vol. 15,‎ 1979.
- « Transcription rythmique des séquences dans les manuscrits de Saint-Gall », La sequenza medievale,‎ 1984.
- « La notation du demi-ton dans le manuscrit Paris, B.N. Lat. 1139 et dans quelques manuscrits du Sud de la France », La tradizione dei tropi liturgici,‎ 1985.
- « De l’image du chant au Moyen Age », dans François Lesure, Musiques, signes, images: liber amicorum, Genève, éd. J.-M. Fauquet, 1988.
- « Le Salve Regina en Aquitaine au xiie siècle », Cantus Planus IV,‎ 1990.
- « Le choix de Si et Mi dans les graduels aquitains, xie siècle – xiie siècle », International Musicological Society Congress Report XV,‎ 1992.
- « Indications rythmiques dans les neumes et direction mélodique », Revue de musicologie, vol. 78,‎ 1992.
- « Le Graduel-Antiphonaire, Albi, Bibliothèque Municipale 44 : une notation protoaquitaine rythmique », “O Gloria sanctorum” : quel choix de formules mélodiques?, Cantus Planus V,‎ 1993.
- « Grégorien et vieux-romain : deux méthodes différentes de collectage de mélodies traditionnelles? », dans Laborare fratres in unum: Festschrift Laszlo Dobszay zum 60. Geburtstag, Hildesheim, éd. J. Szendrei et D. Hiley, 1995.
- « Des introïts témoins de psalmodie archaïque », dans Requirentes modos musicos: mélanges offerts à Dom Jean Claire, Solesmes, éd. D. Saulnier, 1995.
- « Un graduel-antiphonaire-responsorial noté sauvé de l’oubli (Palimpseste Paris, BNF, Grec 2631) », Revue de musicologie, vol. 83,‎ 1997.
- « Modus, tropus, tonus : tropes d’introïts et théories modales », Études grégoriennes, vol. 25,‎ 1997.
- « La Semaine Sainte à Paris à l’époque baroque », dans Plain-chant et liturgie en France au xviie siècle, Paris, éd. J. Duron, 1997.
- « Des modes archaïques dans les musiques de tradition orale », Études grégoriennes, vol. 27,‎ 1999.
- « La Table du graduel palimpseste de Turin, Xe siècle (Paris, BnF, Grec 2631) : de l'organisation des messes du commun dans les liturgies latines », Revue Mabillon, vol. 10,‎ 1999.

Elle a également traduit avec Jean-Christophe Jolivet le Micrologus de Guy d’Arezzo (1993), a collaboré avec Marielle Popin et Philippe Vendrix à Histoire de la notation du Moyen Âge à la Renaissance (Minerve, 2003) et participé à l'établissement d'un catalogue des manuscrits musicaux de la Bibliothèque nationale de France,.